# Virginio Gazzolo
Pour les articles homonymes, voir Gazzolo.
Virginio Gazzolo, parfois crédité comme Virgilio Gazzolo, né à  Rome le 7 septembre 1936 est un acteur et doubleur de voix italien. Il est le fils de l'acteur Lauro Gazzolo et le frère de Nando Gazzolo.

## Biographie
Virginio Gazzolo, fils de l'acteur Lauro Gazzolo est né à Rome en 1936. Après avoir abandonné les études de médecine il débute au théâtre en 1960. En 1966 il débute au cinéma dans le film Ces messieurs dames de  Pietro Germi, puis joue sous la direction de réalisateurs comme Tonino Valerii, Roberto Rossellini et Paolo Gazzara. ]Il joue aussi dans des téléfilms et mène en parallèle une carrière d'acteur de doublage.

## Filmographie partielle
- 1966 : Ces messieurs dames ou « Belles dames, vilains messieurs  »  ((titre original Signore & signori)) de  Pietro Germi
- 1967 : 
  - Le Dernier Jour de la colère (titre original :I giorni dell'ira), de Tonino Valerii.
  - La donna, il sesso e il superuomo, de Sergio Spina
- 1968 : Homicides par vocation  (titre original :L'assassino ha le mani pulite), de Vittorio Sindoni
- 1972 : Augustin d'Hippone (titre original Agostino d'Ippona) téléfilm de Roberto Rossellini
- 1972 : La Longue Nuit de l'exorcisme (titre original Non si sevizia un paperino), de Lucio Fulci
- 1973 : 
  - L'Ère des Médicis (titre original L'età di Cosimo de' Medici) de Roberto Rossellini
  - E se per caso, una mattina, de Vittorio Sindoni
  - Napoleone a Sant'Elena - Tv , de Vittorio Cottafavi
- 1978 : Storie della camorra - Tv, de Paolo Gazzara